# 공군청 (독일)
공군청(독일어: Luftwaffenamt (LwA))는 독일 연방공군의 고위기관으로, 인사, 계획, 훈련, 보급, 장비에 관한 업무를 담당하였다.
1956년 5월 1일 설립되었고, 2013년 6월 30일에 공군무기체계사령부, 공군전력사령부, 공군훈련사령부와 함께 공군사령부로 병합되었다.

## 조직

### 부서
- 공군 외과총감
- 연방 공군 항공관제근무국
- 법률고문원

### 부대
- 공군지원단
- 공군훈련사령부의 문장 공군훈련사령부
  - 공군사관학교
  - 공군 부사관학교
  - 공군 제1기술학교
  - 공군 제3기술학교
  - 공군 훈련연대
  - 공군 특화학교

공군훈련사령부의 문장

- 북미(미국/캐나다) 주재 독일 공군사령부
  - 공군 비행훈련소 - 홀로먼 공군기지
  - 제2독일공군훈련전대 - 펜사콜라 해군항공기지
  - 제3독일공군훈련전대 - 굿이어 공항
  - 유럽-NATO 제트기 조종사 훈련대 - 세파드 공군기지

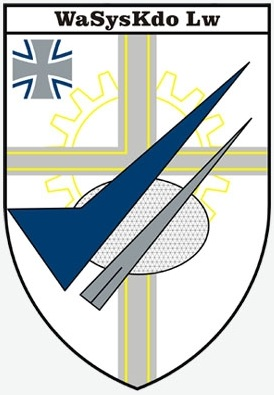
공군무기체계사령부의 문장

  - 공군 방공훈련소 - 포트 블리스
- 공군무기체계사령부의 문장 공군무기체계사령부
  - 제1정비연대
    - 에비오닉스 센터
    - 항공기기술원

  - 제2정비연대
    - 제21정비단
    - 제22정비단
    - 제25정비단
    - 방공미사일 센터

  - 무기체계지원센터